# Julius Kariuki
Julius Kariuki (* 12. června 1961) je bývalý keňský atlet, olympijský vítěz na trati 3000 metrů překážek.
Jeho první mezinárodní úspěch představovalo vítězství v mistrovství Afriky na 3000 metrů překážek v roce 1985. Vrcholem kariéry se stalo vítězství v této disciplíně na olympiádě v Soulu v roce 1988. Zvítězil v osobním rekordu 8:05,51, co je stále aktuální olympijský rekord.